# Applause (comédie musicale)
Pour les articles homonymes, voir Applause.
Applause est une comédie musicale américaine sortie en 1970, sur des paroles de Lee Adams (en) et une musique de Charles Strouse, d'après un livret de Betty Comden & Adolph Green. L'histoire est basée sur le film All About Eve de 1950, lui-même basé sur l'histoire courte The Wisdom of Eve.

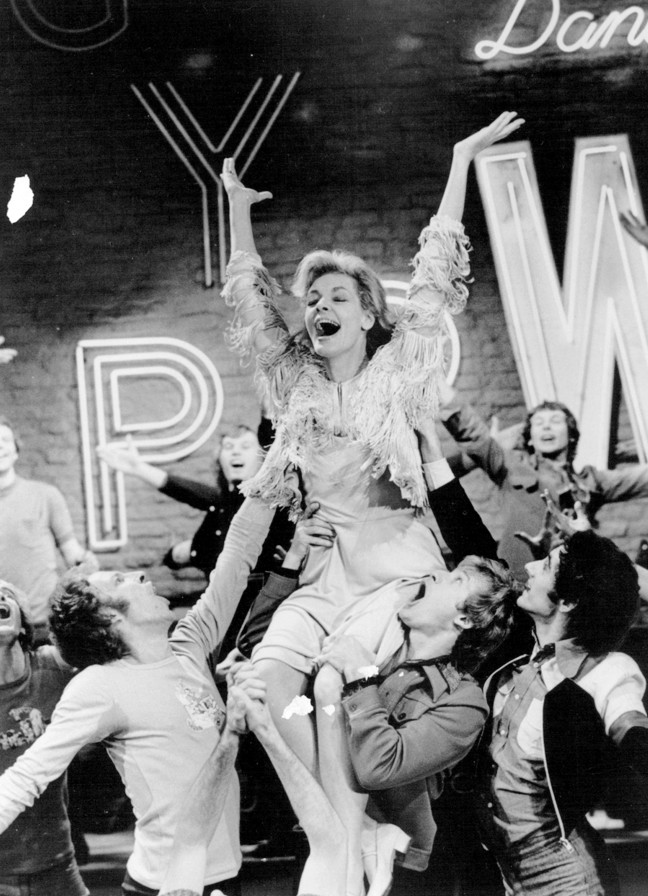
Lauren Bacall dans Applause.

La première a eu lieu le 30 mars 1970 et le spectacle a été à l'affiche jusqu'au 27 mai 1972, soit 896 représentations. Il a été remonté en 2008.
Applause a remporté le Tony Award de la meilleure comédie musicale en 1970.

## Distribution lors de la première à Broadway
- Lauren Bacall : Margo Channing
- Len Cariou : Bill Sampson
- Penny Fuller : Eve Harrington
- Bonnie Franklin : Bonnie
- Lee Roy Reams : Duane
- Robert Mandan : Howard Benedict
- Brandon Maggart : Buzz Richards
- Ann Williams : Karen Richards

## Distribution lors de la production de 2008
- Christine Ebersole : Margo Channing
- Michael Park : Bill Sampson
- Erin Davie : Eve Harrington
- Megan Sikora : Bonnie
- Mario Cantone : Duane Fox
- Tom Hewitt : Howard Benedict
- Chip Zien : Buzz Richards
- Kate Burton : Karen Richards

## Distinctions
- 1970 : Tony Award de la meilleure comédie musicale